# Stenus zhangyuqingi
Stenus zhangyuqingi es una especie de escarabajo del género Stenus, familia Staphylinidae. Fue descrita científicamente por Tang, Liang, Sheng-Nan Liu & Xin-Yu Dong en 2018.
Habita en China (Guizhou).